# Barraca XLV (Aiguamúrcia)
La Barraca XLV és una obra d'Aiguamúrcia (Alt Camp) inclosa a l'Inventari del Patrimoni Arquitectònic de Catalunya.

## Descripció
Es tracta d'una gran i sòlida barraca de planta rectangular i cornisa horitzontal rematada amb pedres col·locades al rastell. Té un ample de façana de 6'95 metres i una alçada de 2'92 metres.
La seva coberta és acabada amb pedruscall i on finalitza la cúpula interior s'hi pot apreciar uninici o intent de "casella" que només es queda amb un tímit amuntegament.
El portal desplaçat a la dreta de la façana està acabat amb un arc de mig punt. Té una alçada de 1'50 metres i una amplada de 0'83 metres, amb un gruix d'un metre.
Malauradament aquesta barraca està tancada amb una porta que ens priva l'accés a l'interior. Sembla però que té unes dimensions considerables i per la seva aparença exterior sembla coberta amb falsa cúpula.